# Bảo tàng Dệt may Việt Nam
Bảo tàng Dệt may Việt Nam là bảo tàng trưng bày hiện vật ngành may mặc của Việt Nam nằm trên khu đất Nhà máy dệt Nam Định cũ, từng là nhà máy lớn nhất Đông Dương.
Bảo tàng Dệt Nam Định được Tập đoàn Dệt may Việt Nam (còn gọi là Natexco) thành lập vào năm 2012 trên địa điểm của Nhà máy dệt Nam Định trước đây. Tọa lạc tại số 5 đường Hoàng Hoa Thám, thành phố Nam Định, trong khu nhà truyền thống của Nhà máy, bảo tàng có kiến trúc theo phong cách Pháp.
Nhà máy dệt Nam Định do thực dân Pháp thành lập vào năm 1898. Dưới thời kỳ Pháp thuộc, Nhà máy dệt Nam Định từng sử dụng hơn 18.000 lao động, chiếm khoảng 1/10 dân số địa phương. Nhà máy đóng vai trò quan trọng như là trung tâm kháng chiến chống Mỹ trong Chiến tranh Việt Nam. Chủ tịch Hồ Chí Minh đã nhiều lần đến thăm Nhà máy này. Bảo tàng hiện đang lưu giữ nhiều di vật của chiến tranh.
Năm 2016, Nhà máy dệt được di dời đến Khu công nghiệp Hòa Xá, huyện Nghĩa Hưng và quá trình tái phát triển nhà máy bắt đầu.